# Bergen (hrabstwo Marathon)
Bergen – miasto w Stanach Zjednoczonych, w stanie Wisconsin, w hrabstwie Marathon.